# Ishockey under vinter-OL 2022 - mændenes turnering
Mændenes ishockeyturnering under vinter-OL 2022 bliver spillet i Beijing National Indoor Stadium, der har plads til 18.000. Der var i alt 10 lande, der havde kvalificeret sig til turneringen; seks af dem gjorde det automatisk i kraft af deres rangering fra International Ice Hockey Federation, Kina der kvalificerede sig automatisk som OL-værter, mens de tre andre deltog i en kvalifikationsturnering.
Danmark havde kvalificeret sig, for første gang nogensinde, til ishockeykonkurrencen i Beijing.

## Spillesteder
| Beijing National Indoor Stadium Kapacitet: 18,000 | Wukesong Arena Kapacitet: 9,000 |
| ------------------------------------------------- | ------------------------------- |
| Beijing National Indoor Stadium                   | Cadillac Arena                  |
| Beijing                                           | Haidian-distrikt                |

## Indledende runde

### Gruppe A
| Pos | Hold     | K | V | OTV | OTT | T | MF | MM | M+/- | P | Kvalifikation         |
| --- | -------- | - | - | --- | --- | - | -- | -- | ---- | - | --------------------- |
| 1   | Canada   | 3 | 2 | 0   | 0   | 1 | 12 | 5  | +7   | 6 | Kvartfinaler          |
| 2   | USA      | 3 | 3 | 0   | 0   | 0 | 15 | 4  | +11  | 9 | Potentiel kvartfinale |
| 3   | Tyskland | 3 | 1 | 0   | 0   | 2 | 6  | 10 | −4   | 3 | Slutspil              |
| 4   | Kina (V) | 3 | 0 | 0   | 0   | 3 | 2  | 16 | −14  | 0 | Slutspil              |

| 10. februar 2022 21:10 | USA | 8–0 (1–0, 3–0, 4–0) | Kina | Beijing National Indoor Stadium, Beijing Tilskuere: 947 |

| Rapport | Rapport                                       | Rapport | Rapport          | Rapport                                                                                 |
| --- | --------------------------------------------- | ------- | ---------------- | --------------------------------------------------------------------------------------- |
| | Drew Commesso                                 | Målmænd | Shimisi Jieruimi | Dommer: Mikko Kaukokari Michael Tscherrig Linjedommere: Lauri Nikulainen Dmitri Shishlo |
| Brisson (Knies) (PP) – 10:38 / Cates (Farrell, Meyers) – 25:32 / O'Neill (Miele, Faber) – 31:13 / Farrell (Abruzzese) – 38:07 / Farrell (Kampfer, Meyers) – 41:06 / Meyers (Farrell) – 50:19 / Beniers (Abruzzese, Cooper) – 52:00 / Farrell (Abdelkader, Helleson) (PP) – 58:27 | 1–0 / 2–0 / 3–0 / 4–0 / 5–0 / 6–0 / 7–0 / 8–0 |         |                  | Dommer: Mikko Kaukokari Michael Tscherrig Linjedommere: Lauri Nikulainen Dmitri Shishlo |
| 10 min | Strafminutter                                 | 10 min  |                  | Dommer: Mikko Kaukokari Michael Tscherrig Linjedommere: Lauri Nikulainen Dmitri Shishlo |
| 55 | Skud                                          | 29      |                  | Dommer: Mikko Kaukokari Michael Tscherrig Linjedommere: Lauri Nikulainen Dmitri Shishlo |

| 10. februar 2022 21:10 | Canada | 5–1 (3–0, 1–1, 1–0) | Tyskland | Wukesong Arena, Beijing Tilskuere: 685 |

| Rapport | Rapport                           | Rapport                  | Rapport              | Rapport                                                                       |
| --- | --------------------------------- | ------------------------ | -------------------- | ----------------------------------------------------------------------------- |
| | Edward Pasquale                   | Målmænd                  | Mathias Niederberger | Dommer: Tobias Björk Andrew Bruggeman Linjedommere: Daniel Hynek Gleb Lazarev |
| Grant (Johnson, Street) – 04:43 / Street (O'Dell, Johnson) – 09:47 / Winnik (Cracknell, Desharnais) – 10:19 / Noreau (O'Dell, Staal) (PP) – 32:58 / Weal (Tambellini, Knight) – 51:22 | 1–0 / 2–0 / 3–0 / 3–1 / 4–1 / 5–1 | 30:45 – Rieder (Pföderl) |                      | Dommer: Tobias Björk Andrew Bruggeman Linjedommere: Daniel Hynek Gleb Lazarev |
| 8 min | Strafminutter                     | 4 min                    |                      | Dommer: Tobias Björk Andrew Bruggeman Linjedommere: Daniel Hynek Gleb Lazarev |
| 27 | Skud                              | 24                       |                      | Dommer: Tobias Björk Andrew Bruggeman Linjedommere: Daniel Hynek Gleb Lazarev |

| 12. februar 2022 12:10 | Canada | 2–4 (1–2, 1–1, 0–1) | USA | Beijing National Indoor Stadium, Beijing Tilskuere: 948 |

| Rapport                                                          | Rapport                           | Rapport | Rapport      | Rapport                                                                      |
| ---------------------------------------------------------------- | --------------------------------- | --- | ------------ | ---------------------------------------------------------------------------- |
|                                                                  | Edward Pasquale                   | Målmænd | Strauss Mann | Dommer: Andris Ansons Tobias Björk Linjedommere: Daniel Hynek Dustin McCrank |
| Robinson (Ho-Sang, Staal) – 01:24 / Knight (Winnik) (SH) – 34:13 | 1–0 / 1–1 / 1–2 / 1–3 / 2–3 / 2–4 | 02:34 – Miele (O'Neill, Kampfer) / 18:44 – Meyers (Farrell, Sanderson) / 22:37 – Brisson (Shore) / 46:13 – Agostino (Miele) |              | Dommer: Andris Ansons Tobias Björk Linjedommere: Daniel Hynek Dustin McCrank |
| 4 min                                                            | Strafminutter                     | 6 min |              | Dommer: Andris Ansons Tobias Björk Linjedommere: Daniel Hynek Dustin McCrank |
| 37                                                               | Skud                              | 27 |              | Dommer: Andris Ansons Tobias Björk Linjedommere: Daniel Hynek Dustin McCrank |

| 12. februar 2022 16:40 | Tyskland | 3–2 (2–0, 1–1, 0–1) | Kina | Beijing National Indoor Stadium, Beijing Tilskuere: 804 |

| Rapport                                                                  | Rapport                     | Rapport                                                      | Rapport          | Rapport                                                                         |
| ------------------------------------------------------------------------ | --------------------------- | ------------------------------------------------------------ | ---------------- | ------------------------------------------------------------------------------- |
|                                                                          | Mathias Niederberger        | Målmænd                                                      | Shimisi Jieruimi | Dommer: Stephen Reneau Maxim Sidorenko Linjedommere: Brian Oliver Jiří Ondráček |
| Brandt – 13:33 / Holzer (Kahun) – 16:24 / Kahun (Müller, Rieder) – 24:41 | 1–0 / 2–0 / 3–0 / 3–1 / 3–2 | 39:14 – Fu S. (Jieke, Ruian) / 49:00 – Wang (Ye, Ruian) (PP) |                  | Dommer: Stephen Reneau Maxim Sidorenko Linjedommere: Brian Oliver Jiří Ondráček |
| 12 min                                                                   | Strafminutter               | 6 min                                                        |                  | Dommer: Stephen Reneau Maxim Sidorenko Linjedommere: Brian Oliver Jiří Ondráček |
| 38                                                                       | Skud                        | 16                                                           |                  | Dommer: Stephen Reneau Maxim Sidorenko Linjedommere: Brian Oliver Jiří Ondráček |

| 13. februar 2022 21:10 | Kina | 0–5 (0–3, 0–1, 0–1) | Canada | Beijing National Indoor Stadium, Beijing Tilskuere: 904 |

| Rapport | Rapport                     | Rapport | Rapport      | Rapport                                                                        |
| ------- | --------------------------- | --- | ------------ | ------------------------------------------------------------------------------ |
|         | Ouban Yongli                | Målmænd | Matt Tomkins | Dommer: Andris Ansons Andrew Bruggeman Linjedommere: Daniel Hynek Gleb Lazarev |
|         | 0–1 / 0–2 / 0–3 / 0–4 / 0–5 | 02:09 – Street (Johnson, O'Dell) / 06:44 – Tambellini (Grant, Wotherspoon) / 10:06 – O'Dell (Ho-Sang, Wotherspoon) / 38:03 – Johnson (Demers, Weal) / 46:23 – Knight (Power, Ho-Sang) (PP) |              | Dommer: Andris Ansons Andrew Bruggeman Linjedommere: Daniel Hynek Gleb Lazarev |
| 10 min  | Strafminutter               | 10 min |              | Dommer: Andris Ansons Andrew Bruggeman Linjedommere: Daniel Hynek Gleb Lazarev |
| 26      | Skud                        | 44 |              | Dommer: Andris Ansons Andrew Bruggeman Linjedommere: Daniel Hynek Gleb Lazarev |

| 13. februar 2022 21:10 | USA | 3–2 (1–1, 1–0, 1–1) | Tyskland | Wukesong Arena, Beijing Tilskuere: 708 |

| Rapport                                                                                 | Rapport                     | Rapport                                                                    | Rapport              | Rapport                                                                             |
| --------------------------------------------------------------------------------------- | --------------------------- | -------------------------------------------------------------------------- | -------------------- | ----------------------------------------------------------------------------------- |
|                                                                                         | Drew Commesso               | Målmænd                                                                    | Danny aus den Birken | Dommer: Evgenii Romasko Maxim Sidorenko Linjedommere: David Obwegeser Jiří Ondráček |
| Kampfer (Miele, O'Neill) (PP) – 04:26 / Knies (Abruzzese, Ness) – 24:50 / Smith – 42:47 | 0–1 / 1–1 / 2–1 / 3–1 / 3–2 | 02:00 – Hager (Plachta, Kahun) (PP) / 57:31 – Kühnhackl (Bergmann, Müller) |                      | Dommer: Evgenii Romasko Maxim Sidorenko Linjedommere: David Obwegeser Jiří Ondráček |
| 12 min                                                                                  | Strafminutter               | 10 min                                                                     |                      | Dommer: Evgenii Romasko Maxim Sidorenko Linjedommere: David Obwegeser Jiří Ondráček |
| 32                                                                                      | Skud                        | 26                                                                         |                      | Dommer: Evgenii Romasko Maxim Sidorenko Linjedommere: David Obwegeser Jiří Ondráček |

### Gruppe B
| Pos | Hold     | K | V | OTV | OTT | T | MF | MM | M+/- | P | Kvalifikation         |
| --- | -------- | - | - | --- | --- | - | -- | -- | ---- | - | --------------------- |
| 1   | Rusland  | 3 | 2 | 0   | 1   | 0 | 8  | 6  | +2   | 7 | Kvartfinaler          |
| 2   | Danmark  | 3 | 2 | 0   | 0   | 1 | 7  | 6  | +1   | 6 | Potentiel kvartfinale |
| 3   | Tjekkiet | 3 | 0 | 2   | 0   | 1 | 9  | 8  | +1   | 4 | Slutspil              |
| 4   | Schweiz  | 3 | 0 | 0   | 1   | 2 | 4  | 8  | −4   | 1 | Slutspil              |

| 9. februar 2022 16:40 | Rusland | 1–0 (1–0, 0–0, 0–0) | Schweiz | Beijing National Indoor Stadium, Beijing Tilskuere: 934 |

| Rapport                      | Rapport       | Rapport | Rapport    | Rapport                                                                         |
| ---------------------------- | ------------- | ------- | ---------- | ------------------------------------------------------------------------------- |
|                              | Ivan Fedotov  | Målmænd | Reto Berra | Dommer: André Schrader Maxim Sidorenko Linjedommere: Brian Oliver Jiří Ondráček |
| Slepyshev (Semyonov) – 19:57 | 1–0           |         |            | Dommer: André Schrader Maxim Sidorenko Linjedommere: Brian Oliver Jiří Ondráček |
| 14 min                       | Strafminutter | 10 min  |            | Dommer: André Schrader Maxim Sidorenko Linjedommere: Brian Oliver Jiří Ondráček |
| 30                           | Skud          | 33      |            | Dommer: André Schrader Maxim Sidorenko Linjedommere: Brian Oliver Jiří Ondráček |

| 9. februar 2022 21:10 | Tjekkiet | 1–2 (0–2, 1–0, 0–0) | Danmark | Beijing National Indoor Stadium, Beijing Tilskuere: 891 |

| Rapport                  | Rapport         | Rapport                                  | Rapport        | Rapport                                                                               |
| ------------------------ | --------------- | ---------------------------------------- | -------------- | ------------------------------------------------------------------------------------- |
|                          | Šimon Hrubec    | Målmænd                                  | Sebastian Dahm | Dommer: Oliver Gouin Michael Tscherrig Linjedommere: Ludvig Lundgren Lauri Nikulainen |
| Červenka (Kovář) – 23:45 | 0–1 / 0–2 / 1–2 | 11:21 – Lauridsen / 17:23 – Nielsen (PS) |                | Dommer: Oliver Gouin Michael Tscherrig Linjedommere: Ludvig Lundgren Lauri Nikulainen |
| 2 min                    | Strafminutter   | 6 min                                    |                | Dommer: Oliver Gouin Michael Tscherrig Linjedommere: Ludvig Lundgren Lauri Nikulainen |
| 40                       | Skud            | 17                                       |                | Dommer: Oliver Gouin Michael Tscherrig Linjedommere: Ludvig Lundgren Lauri Nikulainen |

| 11. februar 2022 12:10 | Danmark | 0–2 (0–0, 0–1, 0–1) | Rusland | Beijing National Indoor Stadium, Beijing Tilskuere: 907 |

| Rapport | Rapport         | Rapport                                                           | Rapport      | Rapport                                                                               |
| ------- | --------------- | ----------------------------------------------------------------- | ------------ | ------------------------------------------------------------------------------------- |
|         | Frederik Dichow | Målmænd                                                           | Ivan Fedotov | Dommer: Michael Campbell Martin Fraňo Linjedommere: William Hancock Andreas Malmqvist |
|         | 0–1 / 0–2       | 28:18 – Karnaukhov (Slepyshev, Voronkov) / 59:54 – Semyonov (ENG) |              | Dommer: Michael Campbell Martin Fraňo Linjedommere: William Hancock Andreas Malmqvist |
| 10 min  | Strafminutter   | 2 min                                                             |              | Dommer: Michael Campbell Martin Fraňo Linjedommere: William Hancock Andreas Malmqvist |
| 16      | Skud            | 33                                                                |              | Dommer: Michael Campbell Martin Fraňo Linjedommere: William Hancock Andreas Malmqvist |

| 11. februar 2022 16:40 | Tjekkiet | 2–1 OT (1–1, 0–0, 0–0) (OT: 0–0) (SO: 1–0) | Schweiz | Beijing National Indoor Stadium, Beijing Tilskuere: 834 |

| Rapport                         | Rapport       | Rapport                         | Rapport         | Rapport                                                                          |
| ------------------------------- | ------------- | ------------------------------- | --------------- | -------------------------------------------------------------------------------- |
|                                 | Šimon Hrubec  | Målmænd                         | Leonardo Genoni | Dommer: Andris Ansons Andrew Bruggeman Linjedommere: Gleb Lazarev Dustin McCrank |
| Smejkal (Klok, Zohorna) – 04:33 | 1–0 / 1–1     | 08:34 – Haas (Andrighetto) (PP) |                 | Dommer: Andris Ansons Andrew Bruggeman Linjedommere: Gleb Lazarev Dustin McCrank |
| 10 min                          | Strafminutter | 4 min                           |                 | Dommer: Andris Ansons Andrew Bruggeman Linjedommere: Gleb Lazarev Dustin McCrank |
| 36                              | Skud          | 25                              |                 | Dommer: Andris Ansons Andrew Bruggeman Linjedommere: Gleb Lazarev Dustin McCrank |

| 12. februar 2022 21:10 | Rusland | 5–6 OT (1–1, 1–2, 3–2) (OT: 0–1) | Tjekkiet | Beijing National Indoor Stadium, Beijing Tilskuere: 921 |

| Rapport | Rapport                                                         | Rapport | Rapport      | Rapport                                                                            |
| --- | --------------------------------------------------------------- | --- | ------------ | ---------------------------------------------------------------------------------- |
| | Ivan Fedotov                                                    | Målmænd | Šimon Hrubec | Dommer: Mikko Kaukokari Mikael Nord Linjedommere: Ludvig Lundgren Lauri Nikulainen |
| Vladimir Tkachyov (Gusev, Nesterov) – 04:51 / Nesterov (Gusev, Plotnikov) (PP) – 32:19 / Semyonov (Plotnikov, Andronov) – 43:50 / Gritsyuk (Gusev, Tkachyov) – 46:43 / Chibisov (Voynov, Shipachyov) – 48:22 | 1–0 / 1–1 / 2–1 / 2–2 / 2–3 / 2–4 / 3–4 / 4–4 / 5–4 / 5–5 / 5–6 | 12:37 – Kundrátek (Červenka, Stránský) (PP) / 38:41 – Krejčí (Červenka, Kundrátek) (PP) / 39:16 – Špaček (Šulák, Sobotka) (PP) / 43:14 – Klok (T. Zohorna, H. Zohorna) / 48:57 – Hyka (Sedlák, Krejčí) / 64:29 – Šulák (Krejčí) (PP) |              | Dommer: Mikko Kaukokari Mikael Nord Linjedommere: Ludvig Lundgren Lauri Nikulainen |
| 33 min | Strafminutter                                                   | 10 min |              | Dommer: Mikko Kaukokari Mikael Nord Linjedommere: Ludvig Lundgren Lauri Nikulainen |
| 29 | Skud                                                            | 41 |              | Dommer: Mikko Kaukokari Mikael Nord Linjedommere: Ludvig Lundgren Lauri Nikulainen |

| 12. februar 2022 21:10 | Schweiz | 3–5 (1–0, 0–3, 2–2) | Danmark | Wukesong Arena, Beijing Tilskuere: 620 |

| Rapport | Rapport                                       | Rapport | Rapport        | Rapport                                                                              |
| --- | --------------------------------------------- | --- | -------------- | ------------------------------------------------------------------------------------ |
| | Reto Berra                                    | Målmænd | Sebastian Dahm | Dommer: Roman Gofman Kristian Vikman Linjedommere: Andreas Malmqvist Nikita Shalagin |
| Corvi (Weber, Thürkauf) – 15:59 / Loeffel (Untersander, Corvi) (PP) – 44:53 / Herzog (Corvi, Untersander) (EA) – 57:37 | 1–0 / 1–1 / 1–2 / 1–3 / 1–4 / 2–4 / 3–4 / 3–5 | 20:46 – Regin (Storm, Nick. Jensen) (PP) / 21:07 – Storm (Nich. Jensen, Russell) / 33:12 – Bødker (Russell, Lauridsen) / 41:55 – Meyer (Nich. Jensen, Jakobsen) / 59:01 – Storm (Russell) (ENG) |                | Dommer: Roman Gofman Kristian Vikman Linjedommere: Andreas Malmqvist Nikita Shalagin |
| 14 min | Strafminutter                                 | 6 min |                | Dommer: Roman Gofman Kristian Vikman Linjedommere: Andreas Malmqvist Nikita Shalagin |
| 31 | Skud                                          | 30 |                | Dommer: Roman Gofman Kristian Vikman Linjedommere: Andreas Malmqvist Nikita Shalagin |

### Gruppe C
| Pos | Hold      | K | V | OTV | OTT | T | MF | MM | M+/- | P | Kvalifikation         |
| --- | --------- | - | - | --- | --- | - | -- | -- | ---- | - | --------------------- |
| 1   | Finland   | 3 | 2 | 1   | 0   | 0 | 13 | 6  | +7   | 8 | Kvartfinaler          |
| 2   | Sverige   | 3 | 2 | 0   | 1   | 0 | 10 | 7  | +3   | 7 | Potentiel kvartfinale |
| 3   | Slovakiet | 3 | 1 | 0   | 0   | 2 | 8  | 12 | −4   | 3 | Slutspil              |
| 4   | Letland   | 3 | 0 | 0   | 0   | 3 | 5  | 11 | −6   | 0 | Slutspil              |

| 10. februar 2022 12:10 | Sverige | 3–2 (1–0, 2–1, 0–1) | Letland | Beijing National Indoor Stadium, Beijing Tilskuere: 873 |

| Rapport | Rapport                     | Rapport                                                                                       | Rapport         | Rapport                                                                            |
| --- | --------------------------- | --------------------------------------------------------------------------------------------- | --------------- | ---------------------------------------------------------------------------------- |
| | Lars Johansson              | Målmænd                                                                                       | Ivars Punnenovs | Dommer: Martin Fraňo Kristian Vikman Linjedommere: William Hancock Nikita Shalagin |
| Wallmark (Holmberg, Olofsson) – 09:42 / Lander (Bromé, Klingberg) – 20:30 / Wallmark (Tömmernes, Pudas) (PP) – 33:39 | 1–0 / 2–0 / 3–0 / 3–1 / 3–2 | 36:07 – Krastenbergs (Balinskis, Dārziņš) (PP) / 46:48 – Jeļisejevs (Dārziņš, Balinskis) (PP) |                 | Dommer: Martin Fraňo Kristian Vikman Linjedommere: William Hancock Nikita Shalagin |
| 8 min | Strafminutter               | 10 min                                                                                        |                 | Dommer: Martin Fraňo Kristian Vikman Linjedommere: William Hancock Nikita Shalagin |
| 26 | Skud                        | 17                                                                                            |                 | Dommer: Martin Fraňo Kristian Vikman Linjedommere: William Hancock Nikita Shalagin |

| 10. februar 2022 16:40 | Finland | 6–2 (3–1, 1–1, 2–0) | Slovakiet | Beijing National Indoor Stadium, Beijing Tilskuere: 929 |

| Rapport | Rapport                                       | Rapport                                                             | Rapport          | Rapport                                                                           |
| --- | --------------------------------------------- | ------------------------------------------------------------------- | ---------------- | --------------------------------------------------------------------------------- |
| | Harri Säteri                                  | Målmænd                                                             | Branislav Konrád | Dommer: Stephen Reneau Evgenii Romasko Linjedommere: David Obwegeser Brian Oliver |
| Manninen (Hartikainen, Pokka) – 10:17 / Pesonen (Aaltonen, Filppula) (PP) – 14:22 / Aaltonen (Nättinen) – 18:20 / Manninen (Granlund, Lehtonen) – 29:28 / Manninen (Hartikainen) – 40:16 / Aaltonen (Ojamäki, Vatanen) (PP) – 54:57 | 0–1 / 1–1 / 2–1 / 3–1 / 4–1 / 4–2 / 5–2 / 6–2 | 05:33 – Slafkovský (Roman) / 31:49 – Slafkovský (Čerešňák, Regenda) |                  | Dommer: Stephen Reneau Evgenii Romasko Linjedommere: David Obwegeser Brian Oliver |
| 10 min | Strafminutter                                 | 6 min                                                               |                  | Dommer: Stephen Reneau Evgenii Romasko Linjedommere: David Obwegeser Brian Oliver |
| 30 | Skud                                          | 33                                                                  |                  | Dommer: Stephen Reneau Evgenii Romasko Linjedommere: David Obwegeser Brian Oliver |

| 11. februar 2022 16:40 | Sverige | 4–1 (3–0, 0–0, 1–1) | Slovakiet | Wukesong Arena, Beijing Tilskuere: 653 |

| Rapport | Rapport                     | Rapport                    | Rapport     | Rapport                                                                           |
| --- | --------------------------- | -------------------------- | ----------- | --------------------------------------------------------------------------------- |
| | Magnus Hellberg             | Målmænd                    | Matej Tomek | Dommer: Evgenii Romasko André Schrader Linjedommere: David Obwegeser Brian Oliver |
| Nordström (Bengtsson, Friberg) – 11:22 / Wallmark (Pudas, Tömmernes) (PP2) – 18:10 / Friberg (Holm, Nordström) – 19:55 / Klingberg (Lander, Bromé) (ENG) – 57:44 | 1–0 / 2–0 / 3–0 / 4–0 / 4–1 | 58:18 – Slafkovský (Nemec) |             | Dommer: Evgenii Romasko André Schrader Linjedommere: David Obwegeser Brian Oliver |
| 12 min | Strafminutter               | 12 min                     |             | Dommer: Evgenii Romasko André Schrader Linjedommere: David Obwegeser Brian Oliver |
| 29 | Skud                        | 41                         |             | Dommer: Evgenii Romasko André Schrader Linjedommere: David Obwegeser Brian Oliver |

| 11. februar 2022 21:10 | Letland | 1–3 (0–0, 0–1, 1–2) | Finland | Wukesong Arena, Beijing Tilskuere: 904 |

| Rapport                                     | Rapport               | Rapport | Rapport      | Rapport                                                                       |
| ------------------------------------------- | --------------------- | --- | ------------ | ----------------------------------------------------------------------------- |
|                                             | Jānis Kalniņš         | Målmænd | Harri Säteri | Dommer: Oliver Gouin Mikael Nord Linjedommere: Ludvig Lundgren Dmitry Shishlo |
| Ābols (Krastenbergs, Smirnovs) (PP) – 43:01 | 0–1 / 1–1 / 1–2 / 1–3 | 37:59 – Kemiläinen (Lehtonen, Nättinen) / 54:42 – Komarov (Hietanen, Ohtamaa) / 58:43 – Anttila (Mäenalanen, Lindbohm) |              | Dommer: Oliver Gouin Mikael Nord Linjedommere: Ludvig Lundgren Dmitry Shishlo |
| 6 min                                       | Strafminutter         | 4 min |              | Dommer: Oliver Gouin Mikael Nord Linjedommere: Ludvig Lundgren Dmitry Shishlo |
| 20                                          | Skud                  | 38 |              | Dommer: Oliver Gouin Mikael Nord Linjedommere: Ludvig Lundgren Dmitry Shishlo |

| 13. februar 2022 12:10 | Slovakiet | 5–2 (1–1, 2–0, 2–1) | Letland | Beijing National Indoor Stadium, Beijing Tilskuere: 943 |

| Rapport | Rapport                                 | Rapport                                                                    | Rapport       | Rapport                                                                       |
| --- | --------------------------------------- | -------------------------------------------------------------------------- | ------------- | ----------------------------------------------------------------------------- |
| | Patrik Rybár                            | Målmænd                                                                    | Jānis Kalniņš | Dommer: Oliver Gouin Mikael Nord Linjedommere: Ludvig Lundgren Dmitry Shishlo |
| Marinčin (Jurčo, Hudáček) – 11:00 / Cehlárik (Hrivík, Takáč) – 26:17 / Slafkovský – 31:16 / Zuzin (Kelemen, Čerešňák) – 49:21 / Jurčo (ENG) – 59:59 | 1–0 / 1–1 / 2–1 / 3–1 / 3–2 / 4–2 / 5–2 | 15:46 – Ķēniņš (Ābols, Krastenbergs) / 42:07 – Indrašis (Meija, Cibuļskis) |               | Dommer: Oliver Gouin Mikael Nord Linjedommere: Ludvig Lundgren Dmitry Shishlo |
| 4 min | Strafminutter                           | 2 min                                                                      |               | Dommer: Oliver Gouin Mikael Nord Linjedommere: Ludvig Lundgren Dmitry Shishlo |
| 33 | Skud                                    | 20                                                                         |               | Dommer: Oliver Gouin Mikael Nord Linjedommere: Ludvig Lundgren Dmitry Shishlo |

| 13. februar 2022 16:40 | Finland | 4–3 OT (0–0, 0–3, 3–0) (OT: 1–0) | Sverige | Beijing National Indoor Stadium, Beijing Tilskuere: 963 |

| Rapport | Rapport                                 | Rapport | Rapport         | Rapport                                                                             |
| --- | --------------------------------------- | --- | --------------- | ----------------------------------------------------------------------------------- |
| | Juho Olkinuora                          | Målmænd | Magnus Hellberg | Dommer: Michael Campbell Roman Gofman Linjedommere: William Hancock Nikita Shalagin |
| Hartikainen (Manninen, Vatanen) (PP) – 45:34 / Pakarinen (Hartikainen, Manninen) (PP) – 55:30 / Pakarinen (Lehtonen, Hartikainen) – 57:11 / Pesonen – 62:01 | 0–1 / 0–2 / 0–3 / 1–3 / 2–3 / 3–3 / 4–3 | 24:24 – Wallmark (Tömmernes, Pudas) (PP) / 28:39 – Bengtsson (Tömmernes, Bromé) (PP) / 31:36 – Lander (Pudas, Klingberg) (PP) |                 | Dommer: Michael Campbell Roman Gofman Linjedommere: William Hancock Nikita Shalagin |
| 37 min | Strafminutter                           | 8 min |                 | Dommer: Michael Campbell Roman Gofman Linjedommere: William Hancock Nikita Shalagin |
| 27 | Skud                                    | 30 |                 | Dommer: Michael Campbell Roman Gofman Linjedommere: William Hancock Nikita Shalagin |

### Rangering efter indledende runde
Efter afslutningen af den indledende runde, ville alle hold blive rangeret 1D til 12D. Semifinalerne vil blive genvalgt i henhold til denne rangliste. For at bestemme denne rangering vil følgende kriterier blive brugt i den præsenterede rækkefølge:
1. højeste placering i gruppen
2. højeste antal point
3. bedste målscorere
4. flest mål scoret
5. bedste rangering fra IIHF's verdensrangliste.

| Kvartfinaler |
| Slutspil     |

| Placering | Hold      | Gruppe | Pos | K | Pts | +/- | MÅ+ | IIHF-rang |
| --------- | --------- | ------ | --- | - | --- | --- | --- | --------- |
| 1D        | USA       | A      | 1   | 3 | 9   | +11 | 15  | 4         |
| 2D        | Finland   | C      | 1   | 3 | 8   | +7  | 13  | 2         |
| 3D        | Rusland   | B      | 1   | 3 | 7   | +2  | 8   | 3         |
| 4D        | Sverige   | C      | 2   | 3 | 7   | +3  | 10  | 7         |
| 5D        | Canada    | A      | 2   | 3 | 6   | +7  | 12  | 1         |
| 6D        | Danmark   | B      | 2   | 3 | 6   | +1  | 7   | 12        |
| 7D        | Tjekkiet  | B      | 3   | 3 | 4   | +1  | 9   | 6         |
| 8D        | Slovakiet | C      | 3   | 3 | 3   | −4  | 8   | 9         |
| 9D        | Tyskland  | A      | 3   | 3 | 3   | −4  | 6   | 5         |
| 10D       | Schweiz   | B      | 4   | 3 | 1   | −4  | 4   | 8         |
| 11D       | Letland   | C      | 4   | 3 | 0   | −6  | 5   | 10        |
| 12D       | Kina      | A      | 4   | 3 | 0   | −14 | 2   | 32        |

## Slutspil

### Oversigt
|  | Playoffs    | Playoffs    |                 |   | Kvartfinaler | Kvartfinaler |   |  | Semifinaler | Semifinaler |  |  | Finalekamp | Finalekamp |
|  |             |             |                 |   |              |              |   |  |             |             |  |  |            |            |
|  |             |             |                 |   |              |              |   |  |             |             |  |  |            |            |
|  |             |             |                 |   |              |              |   |  |             |             |  |  |            |            |
|  |             |             |                 |   |              |              |   |  |             |             |  |  |            |            |
|  | 16 February |             |                 |   |              |              |   |  |             |             |  |  |            |            |
|  |             |             |                 |   |              |              |   |  |             |             |  |  |            |            |
|  | USA         | 2           |                 |   |              |              |   |  |             |             |  |  |            |            |
|  | USA         | 2           | 15 February     |   |              |              |   |  |             |             |  |  |            |            |
|  |             |             | Slovakiet (GWS) | 3 |              |              |   |  |             |             |  |  |            |            |
|  | Slovakiet   | 4           | Slovakiet (GWS) | 3 |              |              |   |  |             |             |  |  |            |            |
|  | Slovakiet   | 4           | 18 February     |   |              |              |   |  |             |             |  |  |            |            |
|  | Tyskland    | 0           |                 |   |              |              |   |  |             |             |  |  |            |            |
|  | Tyskland    | 0           | Slovakiet       | 0 |              |              |   |  |             |             |  |  |            |            |
|  |             |             | Slovakiet       | 0 |              |              |   |  |             |             |  |  |            |            |
|  |             | Finland     | 2               |   |              |              |   |  |             |             |  |  |            |            |
|  |             | Finland     | 2               |   |              |              |   |  |             |             |  |  |            |            |
|  | 16 February |             |                 |   |              |              |   |  |             |             |  |  |            |            |
|  |             |             |                 |   |              |              |   |  |             |             |  |  |            |            |
|  | Finland     | 5           |                 |   |              |              |   |  |             |             |  |  |            |            |
|  | Finland     | 5           | 15 February     |   |              |              |   |  |             |             |  |  |            |            |
|  |             |             | Schweiz         | 1 |              |              |   |  |             |             |  |  |            |            |
|  | Tjekkiet    | 2           | Schweiz         | 1 |              |              |   |  |             |             |  |  |            |            |
|  | Tjekkiet    | 2           | 20. februar     |   |              |              |   |  |             |             |  |  |            |            |
|  | Schweiz     | 4           |                 |   |              |              |   |  |             |             |  |  |            |            |
|  | Schweiz     | 4           | Finland         | 2 |              |              |   |  |             |             |  |  |            |            |
|  |             |             | Finland         | 2 |              |              |   |  |             |             |  |  |            |            |
|  |             | Rusland     | 1               |   |              |              |   |  |             |             |  |  |            |            |
|  |             | Rusland     | 1               |   |              |              |   |  |             |             |  |  |            |            |
|  | 16 February |             |                 |   |              |              |   |  |             |             |  |  |            |            |
|  |             |             |                 |   |              |              |   |  |             |             |  |  |            |            |
|  | Rusland     | 3           |                 |   |              |              |   |  |             |             |  |  |            |            |
|  | Rusland     | 3           | 15 February     |   |              |              |   |  |             |             |  |  |            |            |
|  |             |             | Danmark         | 1 |              |              |   |  |             |             |  |  |            |            |
|  | Danmark     | 3           | Danmark         | 1 |              |              |   |  |             |             |  |  |            |            |
|  | Danmark     | 3           | 18 February     |   |              |              |   |  |             |             |  |  |            |            |
|  | Letland     | 2           |                 |   |              |              |   |  |             |             |  |  |            |            |
|  | Letland     | 2           | Rusland (GWS)   | 2 |              |              |   |  |             |             |  |  |            |            |
|  |             |             | Rusland (GWS)   | 2 |              |              |   |  |             |             |  |  |            |            |
|  |             | Sverige     | 1               |   | Bronzekamp   | Bronzekamp   |   |  |             |             |  |  |            |            |
|  |             | Sverige     | 1               |   | Bronzekamp   | Bronzekamp   |   |  |             |             |  |  |            |            |
|  | 16 February | 16 February |                 |   | 19. februar  | 19. februar  |   |  |             |             |  |  |            |            |
|  | 16 February | 16 February |                 |   | 19. februar  | 19. februar  |   |  |             |             |  |  |            |            |
|  | Sverige     | 2           | Slovakiet       | 4 |              |              |   |  |             |             |  |  |            |            |
|  | Sverige     | 2           | Slovakiet       | 4 | 15 February  |              |   |  |             |             |  |  |            |            |
|  |             |             | Canada          | 0 |              | Sverige      | 0 |  |             |             |  |  |            |            |
|  | Canada      | 7           | Canada          | 0 |              | Sverige      | 0 |  |             |             |  |  |            |            |
|  | Canada      | 7           |                 |   |              |              |   |  |             |             |  |  |            |            |
|  | Kina        | 2           |                 |   |              |              |   |  |             |             |  |  |            |            |
|  | Kina        | 2           |                 |   |              |              |   |  |             |             |  |  |            |            |

### Slutspil
| 15. februar 2022 12:10 | Slovakiet | 4–0 (1–0, 2–0, 1–0) | Tyskland | Beijing National Indoor Stadium, Beijing Tilskuere: 926 |

| Rapport | Rapport               | Rapport | Rapport              | Rapport                                                                      |
| --- | --------------------- | ------- | -------------------- | ---------------------------------------------------------------------------- |
| | Patrik Rybár          | Målmænd | Mathias Niederberger | Dommer: Tobias Björk Mikael Nord Linjedommere: Gleb Lazarev Lauri Nikulainen |
| Hudáček (Pospíšil, Gernát) – 11:05 / Cehlárik (Gernát, Hrivík) – 27:01 / Krištof (Kňažko, Čerešňák) – 28:45 / Hrivík (Cehlárik, Takáč) (ENG) – 57:56 | 1–0 / 2–0 / 3–0 / 4–0 |         |                      | Dommer: Tobias Björk Mikael Nord Linjedommere: Gleb Lazarev Lauri Nikulainen |
| 8 min | Strafminutter         | 33 min  |                      | Dommer: Tobias Björk Mikael Nord Linjedommere: Gleb Lazarev Lauri Nikulainen |
| 34 | Skud                  | 21      |                      | Dommer: Tobias Björk Mikael Nord Linjedommere: Gleb Lazarev Lauri Nikulainen |

| 15. februar 2022 12:10 | Danmark | 3–2 (1–1, 1–1, 1–0) | Letland | Wukesong Arena, Beijing Tilskuere: 726 |

| Rapport                                                                                                  | Rapport                     | Rapport                                                                                    | Rapport                       | Rapport                                                                            |
| --- | --------------------------- | ------------------------------------------------------------------------------------------ | ----------------------------- | ---------------------------------------------------------------------------------- |
| | Sebastian Dahm              | Målmænd                                                                                    | Jānis Kalniņš Ivars Punnenovs | Dommer: Andrew Bruggema André Schrader Linjedommere: Dustin McCrank Dmitry Shishlo |
| Poulsen (Jakobsen, Lassen) – 12:02 / Jakobsen (Meyer) – 36:57 / Lauridsen (Bødker, Nielsen) (PP) – 41:45 | 1–0 / 1–1 / 1–2 / 2–2 / 3–2 | 16:23 – Dārziņš (Krastenbergs, Cibuļskis) / 22:33 – Dārzinš (Balinskis, Krastenbergs) (PP) |                               | Dommer: Andrew Bruggema André Schrader Linjedommere: Dustin McCrank Dmitry Shishlo |
| 8 min | Strafminutter               | 8 min                                                                                      |                               | Dommer: Andrew Bruggema André Schrader Linjedommere: Dustin McCrank Dmitry Shishlo |
| 31 | Skud                        | 27                                                                                         |                               | Dommer: Andrew Bruggema André Schrader Linjedommere: Dustin McCrank Dmitry Shishlo |

| 15. februar 2022 16:40 | Tjekkiet | 2–4 (1–2, 0–1, 1–1) | Schweiz | Beijing National Indoor Stadium, Beijing Tilskuere: 990 |

| Rapport                                                                   | Rapport                           | Rapport | Rapport         | Rapport                                                                              |
| ------------------------------------------------------------------------- | --------------------------------- | --- | --------------- | ------------------------------------------------------------------------------------ |
|                                                                           | Šimon Hrubec                      | Målmænd | Leonardo Genoni | Dommer: Roman Gofman Mikko Kaukokari Linjedommere: Ludvig Lundgren Andreas Malmqvist |
| Klok (Knot, Červenka) – 10:08 / Červenka (Krejčí, Kovář) (PP, EA) – 55:59 | 1–0 / 1–1 / 1–2 / 1–3 / 1–4 / 2–4 | 14:59 – Ambühl (Thürkauf, Corvi) (PP) / 15:12 – Mottet (Hollenstein, Diaz) / 29:53 – Malgin (Alatalo, Andrighetto) (PP) / 54:57 – Diaz (Andrighetto, Herzog) |                 | Dommer: Roman Gofman Mikko Kaukokari Linjedommere: Ludvig Lundgren Andreas Malmqvist |
| 6 min                                                                     | Strafminutter                     | 4 min |                 | Dommer: Roman Gofman Mikko Kaukokari Linjedommere: Ludvig Lundgren Andreas Malmqvist |
| 33                                                                        | Skud                              | 18 |                 | Dommer: Roman Gofman Mikko Kaukokari Linjedommere: Ludvig Lundgren Andreas Malmqvist |

| 15. februar 2022 21:10 | Canada | 7–2 (2–1, 3–1, 2–0) | Kina | Beijing National Indoor Stadium, Beijing Tilskuere: 994 |

| Rapport | Rapport                                             | Rapport                                              | Rapport                       | Rapport                                                                               |
| --- | --------------------------------------------------- | ---------------------------------------------------- | ----------------------------- | ------------------------------------------------------------------------------------- |
| | Matt Tomkins                                        | Målmænd                                              | Shimisi Jieruimi Ouban Yongli | Dommer: Michael Tscherrig Kristian Vikman Linjedommere: David Obwegeser Jiří Ondráček |
| Weal (Tambellini, Noreau) (PP) – 06:57 / Weal (Staal, Tambellini) (PP2) – 09:55 / Tambellini (Noreau, Weal) (PP) – 26:36 / Tambellini (PS) – 28:39 / O'Dell (Demers, Johnson) – 32:05 / Staal (McTavish, McBain) – 55:55 / McBain (Noreau, Tambellini) (PP) – 58:19 | 1–0 / 2–0 / 2–1 / 3–1 / 4–1 / 5–1 / 5–2 / 6–2 / 7–2 | 15:32 – Jian (Wei) / 38:59 – Jian (Luo, Jieke) (PP2) |                               | Dommer: Michael Tscherrig Kristian Vikman Linjedommere: David Obwegeser Jiří Ondráček |
| 15 min | Strafminutter                                       | 18 min                                               |                               | Dommer: Michael Tscherrig Kristian Vikman Linjedommere: David Obwegeser Jiří Ondráček |
| 45 | Skud                                                | 29                                                   |                               | Dommer: Michael Tscherrig Kristian Vikman Linjedommere: David Obwegeser Jiří Ondráček |

### Kvartfinaler
| 16. februar 2022 12:10 | USA | 2–3 GWS (1–1, 1–0, 0–1) (OT: 0–0) (SO: 0–1) | Slovakiet | Beijing National Indoor Stadium, Beijing Tilskuere: 1,059 |

| Rapport                                                                | Rapport               | Rapport                                                                           | Rapport      | Rapport                                                                        |
| ---------------------------------------------------------------------- | --------------------- | --------------------------------------------------------------------------------- | ------------ | ------------------------------------------------------------------------------ |
|                                                                        | Strauss Mann          | Målmænd                                                                           | Patrik Rybár | Dommer: Tobias Björk Roman Gofman Linjedommere: Dustin McCrank Nikita Shalagin |
| Abruzzese (Beniers, Kampfer) – 19:14 / Hentges (Perbix, Smith) – 28:56 | 0–1 / 1–1 / 2–1 / 2–2 | 11:45 – Slafkovský (Čerešňák, Regenda) / 59:16 – Hrivík (Čajkovský, Hudáček) (EA) |              | Dommer: Tobias Björk Roman Gofman Linjedommere: Dustin McCrank Nikita Shalagin |
| 2 min                                                                  | Strafminutter         | 10 min                                                                            |              | Dommer: Tobias Björk Roman Gofman Linjedommere: Dustin McCrank Nikita Shalagin |
| 35                                                                     | Skud                  | 37                                                                                |              | Dommer: Tobias Björk Roman Gofman Linjedommere: Dustin McCrank Nikita Shalagin |

| 16. februar 2022 14:00 | Rusland | 3–1 (1–1, 1–0, 1–0) | Danmark | Wukesong Arena, Beijing Tilskuere: 727 |

| Rapport | Rapport               | Rapport                                      | Rapport        | Rapport                                                                             |
| --- | --------------------- | -------------------------------------------- | -------------- | ----------------------------------------------------------------------------------- |
| | Ivan Fedotov          | Målmænd                                      | Sebastian Dahm | Dommer: Michael Campbell Martin Fraňo Linjedommere: Andreas Malmqvist Jiří Ondráček |
| Shipachyov (Gusev, Yakovlev) – 13:01 / Nesterov (Gusev, Gritsyuk) – 34:36 / Voynov (Shipachyov, Gritsyuk) (PP) – 55:45 | 1–0 / 1–1 / 2–1 / 3–1 | 22:57 – Nielsen (Bau Hansen, Lauridsen) (PP) |                | Dommer: Michael Campbell Martin Fraňo Linjedommere: Andreas Malmqvist Jiří Ondráček |
| 4 min | Strafminutter         | 6 min                                        |                | Dommer: Michael Campbell Martin Fraňo Linjedommere: Andreas Malmqvist Jiří Ondráček |
| 40 | Skud                  | 18                                           |                | Dommer: Michael Campbell Martin Fraňo Linjedommere: Andreas Malmqvist Jiří Ondráček |

| 16. februar 2022 16:40 | Finland | 5–1 (2–0, 1–1, 2–0) | Schweiz | Beijing National Indoor Stadium, Beijing Tilskuere: 948 |

| Rapport | Rapport                           | Rapport                           | Rapport                    | Rapport                                                                    |
| --- | --------------------------------- | --------------------------------- | -------------------------- | -------------------------------------------------------------------------- |
| | Harri Säteri                      | Målmænd                           | Reto Berra Leonardo Genoni | Dommer: Andris Ansons Oliver Gouin Linjedommere: Daniel Hynek Brian Oliver |
| Aaltonen (Friman, Nättinen) – 08:37 / Lehtonen (Hietanen, Manninen) – 10:45 / Anttila (Björninen) – 23:08 / Pakarinen (Filppula, Pesonen) (ENG) – 55:28 / Hartikainen (ENG) – 56:47 | 1–0 / 2–0 / 3–0 / 3–1 / 4–1 / 5–1 | 37:49 – Ambühl (Corvi, Haas) (PP) |                            | Dommer: Andris Ansons Oliver Gouin Linjedommere: Daniel Hynek Brian Oliver |
| 4 min | Strafminutter                     | 4 min                             |                            | Dommer: Andris Ansons Oliver Gouin Linjedommere: Daniel Hynek Brian Oliver |
| 23 | Skud                              | 34                                |                            | Dommer: Andris Ansons Oliver Gouin Linjedommere: Daniel Hynek Brian Oliver |

| 16. februar 2022 21:30 | Sverige | 2–0 (0–0, 0–0, 2–0) | Canada | Beijing National Indoor Stadium, Beijing Tilskuere: 950 |

| Rapport                                            | Rapport        | Rapport | Rapport      | Rapport                                                                             |
| -------------------------------------------------- | -------------- | ------- | ------------ | ----------------------------------------------------------------------------------- |
|                                                    | Lars Johansson | Målmænd | Matt Tomkins | Dommer: Andrew Bruggeman Evgenii Romasko Linjedommere: William Hancock Gleb Lazarev |
| Wallmark – 50:15 / Lander (Holmberg) (ENG) – 58:10 | 1–0 / 2-0      |         |              | Dommer: Andrew Bruggeman Evgenii Romasko Linjedommere: William Hancock Gleb Lazarev |
| 6 min                                              | Strafminutter  | 6 min   |              | Dommer: Andrew Bruggeman Evgenii Romasko Linjedommere: William Hancock Gleb Lazarev |
| 26                                                 | Skud           | 22      |              | Dommer: Andrew Bruggeman Evgenii Romasko Linjedommere: William Hancock Gleb Lazarev |

### Semifinaler
| 18. februar 2022 12:10 | TBD | 12:10 | TBD | Beijing National Indoor Stadium, Beijing |

| 18. februar 2022 21:10 | TBD | 21:10 | TBD | Beijing National Indoor Stadium, Beijing |

### Bronzekamp
| 19. februar 2022 21:10 | LSF1 | 21:10 | LSF2 | Beijing National Indoor Stadium, Beijing |

### Finalekamp
| 20. februar 2022 12:10 | WSF1 | 12:10 | WSF2 | Beijing National Indoor Stadium, Beijing |